# Kozarice
Kozarice är en ort i Kroatien.   Den ligger i länet Moslavina, i den östra delen av landet, 90 km sydost om huvudstaden Zagreb. Kozarice ligger 126 meter över havet och antalet invånare är 438.
Terrängen runt Kozarice är huvudsakligen platt, men åt sydost är den kuperad. Terrängen runt Kozarice sluttar västerut. Runt Kozarice är det glesbefolkat, med 19 invånare per kvadratkilometer. Närmaste större samhälle är Novska, 5,2 km söder om Kozarice. I omgivningarna runt Kozarice växer i huvudsak lövfällande lövskog.